# Mario Rapisardi
Pour les articles homonymes, voir Rapisardi.
Mario Rapisardi, né le 25 février 1844 à Catane, mort le 4 janvier 1912 dans cette même ville, est un poète italien.

## Biographie
Mario Rapisardi fait ses études à Catane.
Admirateur de Goethe, Byron, Hugo et Lamartine, il est l'auteur d'une « poésie à vocation philosophique teintée d'athéisme », d'une œuvre abondante inspirée par les courants positivistes et socialistes. Ainsi, en 1868, à vingt-quatre ans, il fait paraître son premier poème, Palingenesi, composé de dix chants consacrés au déclin des idées catholiques, œuvre qui lui vaut une lettre élogieuse de Victor Hugo. Puis, il publie Lucifero en 1877, long poème anticlérical de quinze chants qui vante le triomphe du rationalisme sur la religion, et Giustizia en 1881, recueil de poésies sociales.
Il est professeur de littérature italienne à l'Université de Catane à partir de 1870.
Garibaldien et mazzinien dans sa jeunesse, demeuré fervent républicain, il est l'un des leaders des radicaux socialistes de Catane auquel chaque année le défilé du 1er mai rendait hommage en passant au pied de son logement. Il s'oppose vivement à Giosuè Carducci, converti à la monarchie.
Ne souhaitant s'inscrire dans aucune école littéraire, il refuse d'adhérer au mouvement futuriste en 1909.
À sa mort, 150 000 personnes assistent à ses funérailles laïques et la commune décrète 3 jours de deuil. Mais l'institution catholique refuse jusqu'en 1921 la mise en terre de celui qu'elle considère comme franc-maçon et irréligieux.